# Orlin Peralta
Orlin Orlando Peralta Gonzáles (Guanaja, 12 de fevereiro de 1990) é um futebolista profissional hondurenho que atua como defensor, atualmente defende o CD Motagua.

## Carreira
Orlin Peralta fez parte do elenco da Seleção Hondurenha de Futebol nas Olimpíadas de 2012.